# Франсіско Серрано-і-Домінгес
Франсіско Серрано-і-Домінгес, герцог де ла Торре, граф Сан-Антоніо (ісп. Francisco Serrano y Domínguez, primer duque de la Torre, conde de San Antonio; 17 грудня 1810 — 26 листопада 1885) — іспанський військовик і державний діяч, маршал, президент Іспанії у 1868—1869 та 1874, регент Іспанії у 1869—1871 роках.

## Кар'єра
У 1830-их роках брав активну участь у боротьбі з претендентом на іспанський престол Доном Карлосом. 1840 року долучився до партії Еспартеро, втім 1843 року, переконавшись, що справа Еспартеро програна, очолив тимчасовий уряд у Барселоні.
В кабінеті Хоакіна Лопеса Серрано був військовим міністром. Після падіння Еспартеро та вступу Рамона Нарваеса в Мадрид 22 липня 1843 року Серрано знову тимчасово очолив військове відомство, а 1845 року, зблизившись з королевою Ізабеллою II, був призначений сенатором.
1857 року отримав посаду посла Іспанії в Парижі, 1859 року — генерал-капітаном Куби. Після повернення на батьківщину до березня 1863 року був міністром закордонних справ.
1865 року Серрано приєднався до прем'єр-міністра Леопольдо О'Доннелла, який надав йому посаду президента сенату. Коли уряд всупереч закону зволікав зі скликанням Кортесів, значна кількість членів опозиції підписали протест, який Серрано та президент палати депутатів Ріос-Розас мали подати королеві. Міністерство Нарваеса попередило подання того протесту арештом обох президентів і всіх, хто підписав протест. Серрано був ув'язнений у військовій в'язниці біля Аліканте, втім за кілька тижнів був звільнений.
7 липня 1868 року був заарештований за звинуваченням у змові з метою зведення на престол герцога Монпансьє. Серрано та інших змовників було заслано Канарські острови. Коли у вересні 1868 року спалахнуло повстання проти королеви Ізабелли, Серрано очолив армію заколотників, вирушив на Мадрид і 28 вересня розбив королівські війська під командуванням Мануеля Павії. Вступивши до Мадрида, він зайняв пост міністра-президента, а 15 червня 1869 року був обраний регентом до вступу на престол нового монарха.
2 січня 1871 року Серрано передав владу новому королю Амадею, який призначив Серрано міністром-президентом. У червні того ж року Серрано також отримав портфель військового міністра, втім за тиждень відмовився від усіх посад, оскільки король Амадей відхилив його пропозицію тимчасово припинити конституційні гарантії.
Під час зречення престолу королем Амадеєм 11 лютого 1873 року та проголошення республіки Серрано тримався осторонь від політики. Лише після того, як генерал Павія розігнав Кортеси, Серрано був змушений очолити виконавчу владу з титулом президента. У березні 1874 року він виступив проти карлістів і після низки нерішучих битв Серрано змусив їх залишити свої позиції й відступити до гір Наварри. До кінця року карлісти знову сягнули низки успіхів на півночі; Серрано виступив з 80-тисячним військом, щоб вибити їх з міцних позицій при Естеллі, втім відмовився від керівництва після звістки про сходження на престол Альфонса XII. Від того часу Серрано більше не брав участі у політичному житті країни.